# Universidad Autónoma de Tamaulipas Heroica Matamoros
Historia
La Facultad de Medicina de Matamoros, dependiente de la Universidad Autónoma de Tamaulipas, fue fundada en octubre de 1972. La Universidad Autónoma de Tamaulipas, a través de la Dirección General de Planeación, en el año de 1971, se abocó a la tarea de realizar un estudio integral de los recursos para la salud en la zona norte de nuestro estado. Dicha tarea fue realizada por la Facultad de Medicina de Tampico, Tamaulipas, bajo la asesoría y dirección de los Doctores Leandro González Gamboa, Jefe del Departamento de Planeación de la U.A.T. y Raymundo Intriago Morales, catedrático comisionado de la Escuela de Salud Pública de México, dependiente de la Secretaría de Salubridad y Asistencia.
Una vez analizada la información, se concluyó que los recursos médicos asistenciales eran los adecuados para la creación y establecimiento de una institución de enseñanza de la medicina, contando como recurso principal el recién inaugurado Hospital General "Dr. Alfredo Pumarejo".
El inicio de las labores fue el 18 de octubre de 1972, siendo rector de la U.A.T. el licenciado Eduardo Garza Rivas, con una inscripción de 114 alumnos y una planta docente de 17 maestros, bajo la dirección del Dr. Ernesto Chanes Chanes.
Las primeras clases se iniciaron en las aulas de la Facultad de Enfermería y en el hospital general "Dr. Alfredo Pumarejo", divididos en tres grupos de primer año, las oficinas administrativas de esta naciente facultad quedaron situadas en la Facultad de Enfermería.
Al concluir el primer ciclo escolar, la facultad se trasladó al edificio de la Antigua Cruz Roja de Matamoros, situada en la octava e Iturbide y fue en agosto de 1974, al entrar la facultad a su tercer año de vida, cuando se colocó la primera piedra del edificio actual, en el terreno actual, cedidos por decreto del gobierno del estado, siendo gobernador el Sr. Manuel A. Ravize.
Al iniciar el cuarto año de la carrera y a partir de 1975 y habiéndose concluido la primera etapa del edificio se efectúa el traslado a dicho inmueble, el cual durante las siguientes direcciones y siendo la principal del Dr. Victor Reyes Acosta, se fueron adquiriendo nuevos logros al inmueble tales como: Laboratorios, bibliohemeroteca, audiovisual, áreas de cirugía experimental y anfiteatro.
Posteriormente en el año de 1996 la Facultad de Medicina cambio su nombre por el Unidad Académica de Ciencias de la Salud y Tecnología "U.A.C.S.Y.T.", por la creación de la carrera de Ingeniería en Sistemas Computacionales.
En el año 2010 bajo la dirección del Dr. Ernesto Chanes Cano, se optó por el nombre de Facultad de Medicina e Ingeniería en Sistemas Computacionales de Matamoros.
En el año 2020 la carrera de ingeniería en sistemas computacionales sale de la facultad. Adquiriendo otra vez el nombre con el cual fue fundada. Facultad de Medicina de Matamoros.
UBICACION
La Facultad de Medicina se encuentra ubicada en Carretera Sendero Nacional km 3, en la Heroica Matamoros, Tamaulipas.
- Datos: Q6156361